# Мочальная
Мочальная — деревня в Гаринском городском округе Свердловской области России.

## Географическое положение
Деревня Мочальная муниципального образования «Гаринский городской округ» расположена в 34 километрах (по автотрассе в 34 километрах) к юго-востоку от посёлка Гари, в лесной местности в истоке реки Мочальная (левого притока реки Анеп, бассейна реки Тавда). В деревне имеется пруд.

## История
Деревня основана в начале XX века в ходе Столыпинской аграрной реформы, когда крестьянам было разрешено выходить из общины на хутора и отруба. 

## Население
| 2002 | 2010 |
| ---- | ---- |
| 2    | ↘0   |